# Blackburn Olympic FC
Blackburn Olympic FC (celým názvem: Blackburn Olympic Football Club) byl anglický fotbalový klub, který sídlil ve městě Blackburn v nemetropolitním hrabství Lancashire. Založen byl v roce 1878, zanikl v roce 1889. Největšího úspěchu dosáhl v roce 1883, když získal FA Cup. Ve finále porazil Old Etonians poměrem 2:1 po prodloužení. Klubové barvy byly modrá a bílá.
Své domácí zápasy odehrával na stadionu Hole-i'th'-Wall.

## Získané trofeje
Zdroj: 
- FA Cup ( 1× )
  - 1882/83